# John Oxley
John Oxley, (Kirkham Abbey, Yorkshire, 1784 – Camden, Új-Dél-Wales, 1828. május 26.) felfedező, földmérő. Kelet-Ausztrália felfedezésének egyik fontos szereplője.

## Életpályája

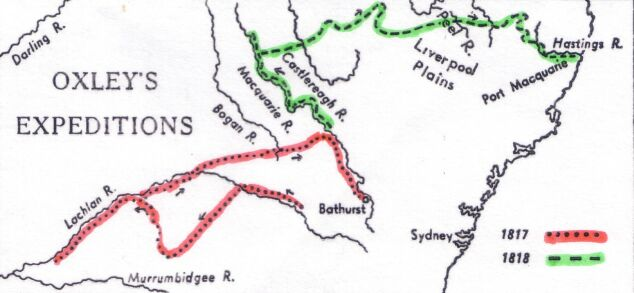
John Oxley 1817-1818-as két expedíciójának útvonala a térképen

John Oxley, teljes nevén John Joseph William Molesworth Oxley 1783-1785 körül született az angliai Yorkshire-ban, Isabella Margaret Oxley, John Oxley gyermekeként.
1822-ben kötött házasságot Emma Nortonnal. Két fiuk született, John (szül. 1824) és Henry (szül. 1826), de korábban Oxleynak két lánya is volt, egy Charlotte Thorpe-tól és egy lánya Elizabeth Marnontól.
1799-ben csatlakozott a brit haditengerészethez, és 1802-ben érkezett Ausztráliába, mint parancsnoki tiszt.
Partmenti felméréseken dolgozott 1805-ig, ekkor Philip King kormányzó áthelyezte a Buffalo parancsnokságába, 1806-ban pedig már egy másik hajó vezénylésével bízták meg. 1807-ben Angliába kapott hadnagyi megbízatást, majd 1808-ban 240 hektáros földjutalommal tért vissza Sydney-be, egyuttal befektetésként árut hozva magával. 1809-ben megírta jelentését Van Diemen földjének betelepítéséről, majd visszatért Angliába.
Oxley-t közben Új-Dél-Wales földmérőjének nevezték ki, ezután visszavonulva a haditengerészettől e poziciójában 1812-ben visszatért Sydney-be. 
A kezdeti években felfedezett területek feltérképezése után 1817-ben George Evansal a Lachlan folyó régiójában és 1818 a Macquarie folyó mentén tartózkodtak, de e folyók forrásait nem sikerült megtalálniuk, de sok, a juhászat számára alkalmas területre bukkantak. 
Két Új-Dél-Wales belsejébe vezető expedíciójáról 1820-ban jelent meg az első leírás, amely alapját képezte Charles Sturt és TL Mitchell későbbi felfedezéseinek.
Az ausztráliai Camdennem hunyt el, 1828. május 26-án.